# Escurolles
 Escurolles  là một xã ở tỉnh Allier thuộc miền trung nước Pháp.